# 小森詩
小森 詩（こもり うた、1982年12月22日 - ）は、日本の元AV女優。
身長：153cm、スリーサイズ： B88・W59・H89、Eカップ。

## 略歴
東京都出身。2002年にAVデビュー。現在は引退している。

## 作品

### アダルトビデオ
2002年
- レズる! 広瀬奈央美×小森詩（4月10日、ドグマ）共演:広瀬奈央美
- 強制女装（4月20日、ディープス）共演:秋吉あゆみ、相馬もえ
- ドラえまん（4月20日、ナチュラルハイ）共演:京香 他
- 緊縛露出痴女 13（5月28日、月光）
- 肛開処刑 淫獄病棟完全版（6月14日、ナチュラルハイ）共演:仲名楓
- 美隷マゾンナ02（6月14日、ワイルドサイド）
- Stimulus（6月14日、タカラ映像）
- Club Venus 2（6月19日、ドリームチケット）他出演:岡部リナ
- 秘密の快感アナルSEX（7月12日、ワイルドサイド）
- 少女いたずら いろんなコトして遊ぼうよ（7月19日、タカラ映像）
- トリプルエッチ（7月21日、h.m.p）他出演:萩原さやか、福田舞香
- 水戸肛門 女子校生編3（8月22日、エクストリーム）共演:河合ほのか
- 裸の原色美女図鑑（8月23日、ビッグモーカル）
- 陵辱女子校生（8月30日、aini（ピエロ）
- 街頭羞恥 私、視姦（ミラ）れて感じるんです。（9月25日、アロマ企画）
- 龍蛇の緊縛慕情 8 （9月25日、月光）
- エクソダス ゴールド9（9月27日、ワイルドサイド）
- レズビアンラヴァーズ（9月28日、グローリークエスト）共演:白鳥ゆうか、水原さやか
- レズられた私（10月5日、SODクリエイト）…共演:上原里香、TAKAKO
- 蛇縛の極道挽歌（10月8日、アタッカーズ）
- 小早川かおりの ザ ベスト レズビアン（10月19日、ディープス）共演:ゆきの、菊川真由、坂口華奈、小池ゆい、石井まどか、相馬もえ、草壁夕子、田代幸恵
- 年齢別SEX大全 VOL.9（10月22日、エクストリーム）他出演:河夏夜、結城マリア
- プライベート女体観察 6（11月1日、ワンズファクトリー）
- 白汁の誘惑（11月4日、SODクリエイト）共演:杏野るり
- 小森詩 チェンジング（11月13日、aini（ピエロ））
- I ZI ME 強制プレイに悶える5人の牝女（11月13日、隼エージェンシー）他出演:菊池麗子、桜井沙也加、愛原莉央、三上翔子
- 超個人的02 ～Privateファイル～（11月20日、クロスフィールド）
- 緊縛!（11月25日、ビッグモーカル）
- 美人バスガイド 恥辱ツアー（11月29日、笠倉出版社）他出演:寿ひな、白鳥みみ
- BLACK GANG BANG （12月8日、アイデアポケット）共演:高野まりえ
- OFF ☆ SHOT!（12月14日、ベスト・パートナーズ）他出演:臼井利奈、田畑百子、川奈まり子、澤宮有希

2003年
- フェラコレ2003冬（1月15日、隼エージェンシー）他多数出演
- 一夜妻 ご主人の拷問 小森詩（1月23日、アイエナジー）
- 未公開秘蔵映像集 超アナルノーカット版（1月23日、アイエナジー）他出演:鮎川ともみ、岡田ももか、三井エリ、三月あん、水島ちあき、藤森あゆみ、内山あや、氷咲沙弥、朝河蘭、大塚くるみ、早川優香
- 月刊 小森詩（1月24日、メディアバンク）
- ナース7人斬り（2月6日、アイエナジー）他出演:笠木忍、安西ゆみこ、河夏夜、西村あみ、田畑百子、河野未来
- OL 監禁 粘着質の悪魔（2月8日、アタッカーズ）
- 16人の手コキ嬢（2月13日、隼エージェンシー）他15名出演
- 淫乳 朝河蘭 小森詩（2月20日、ラハイナ東海）他出演:朝河蘭
- 未公開秘蔵映像集 凌辱アラカルト（2月20日、アイエナジー）他出演:桃井望、鮎川ともみ、水島ちあき、世良琴江、萩原さやか、大塚くるみ、早川優香
- 未公開秘蔵映像集 強制素股パイズリ天国（2月20日、アイエナジー）他出演:堤さやか、鮎川ともみ、安西ゆみこ、岡田ももか、水島ちあき、水野奈菜、世良琴江、藤森あゆみ、萩原さやか、氷咲沙弥、早川優香
- 学園遊戯（2月28日、aini（ピエロ）共演:朝河蘭、楠木さやか、一色志乃、樹若菜、萩原さやか
- 変態っぽいのが好き（2月28日、タカラ映像）他出演:長谷川留美子、新井静香、小坂洋子
- 未公開秘蔵映像集 凌辱ALL MIX VOL.1（3月20日、アイエナジー）他出演:鮎川ともみ、笠木忍、三井エリ、水島ちあき、水野奈菜、萩原さやか、白石亜梨沙、早川優香
- 未公開秘蔵映像集 凌辱ALL MIX VOL.2（3月20日、アイエナジー）他出演:堤さやか、ともさか愛、鮎川ともみ、秋津薫、水島ちあき、田畑百子、萩原さやか、早川優香
- 緊縛オナニー 4（3月21日、月光）他出演:清水かおり、泉星香、南亜梨沙、武藤さき、飯塚マナ
- 人妻7人斬り（4月19日、アイエナジー）他出演:川浜なつみ、萩原さやか、矢田涼子、若杉由菜、愛葉ゆうき
- 超A級美少女伝説 4（7月25日、タカラ映像）オムニバス作品

発売日不明
- Lip Doll 17（シャトルジャパン）
- POWER UP GREAT 18（シャトルジャパン）
- 大量ぶっかけごっくん娘8（シャトルジャパン）
- Dry eye's 小森詩（グローバルメディアエンタテインメント）
- M女ぶっかけ 小森詩 淫水にまみれた美麗奴（AVS）
- PROJECTエロスI（AVS）他出演:中里優奈、水島早苗、今野真記、立花美久、雪野あいか
- 激ヤバ!!゛露出おま○こ旅行!!in OKINAWA Vol.4（アルファーインターナショナル）
- HEROINE排泄拷問 5（GIGA）
- ロリロリ制服美少女 4 小森詩
- ザ・ロウソク 3（ディーケー・プロダクション）他出演:小泉ゆり、飯塚マナ、原田ゆり

他